# 班贝格车站
班贝格车站（德語：Bahnhof Bamberg）是德国巴伐利亚州北部城市班贝格唯一的铁路客运站，它是德国铁路及阿吉里斯所开办的短途列车中的重要枢纽，并提供定期城际快车服务。有纽伦堡－班贝格、班贝格－霍夫及班贝格－维尔茨堡三条铁路线在此交汇。车站共设7条到发线，并在德國鐵路車站分級中位列二等车站。

## 方位
车站位于班贝格的东部，雷格尼茨河右岸的东北部。车站的范围西至路德维希大街（Ludwigstraße），南至斯塔肯费尔德大街（Starkenfeldstraße）——其中铁路设施通过一条跨线桥跨越此处，东至布伦纳大街（Brennerstraße），北至设有行人隧道下穿于轨道的措尔纳大街（Zollnerstraße）。从轨道涵洞通往布伦纳大街另一条的行人隧道自2010年起进行开孔工程，并在2012年3月以一座新的轮拱式结构重开。站前广场的对面是路德维希大街，这里可以经由列奥波德大街（Luitpoldstraße）连接至市中心。车站大楼的位置设于路德维希大街6号，在铁路设施的西侧。

## 历史

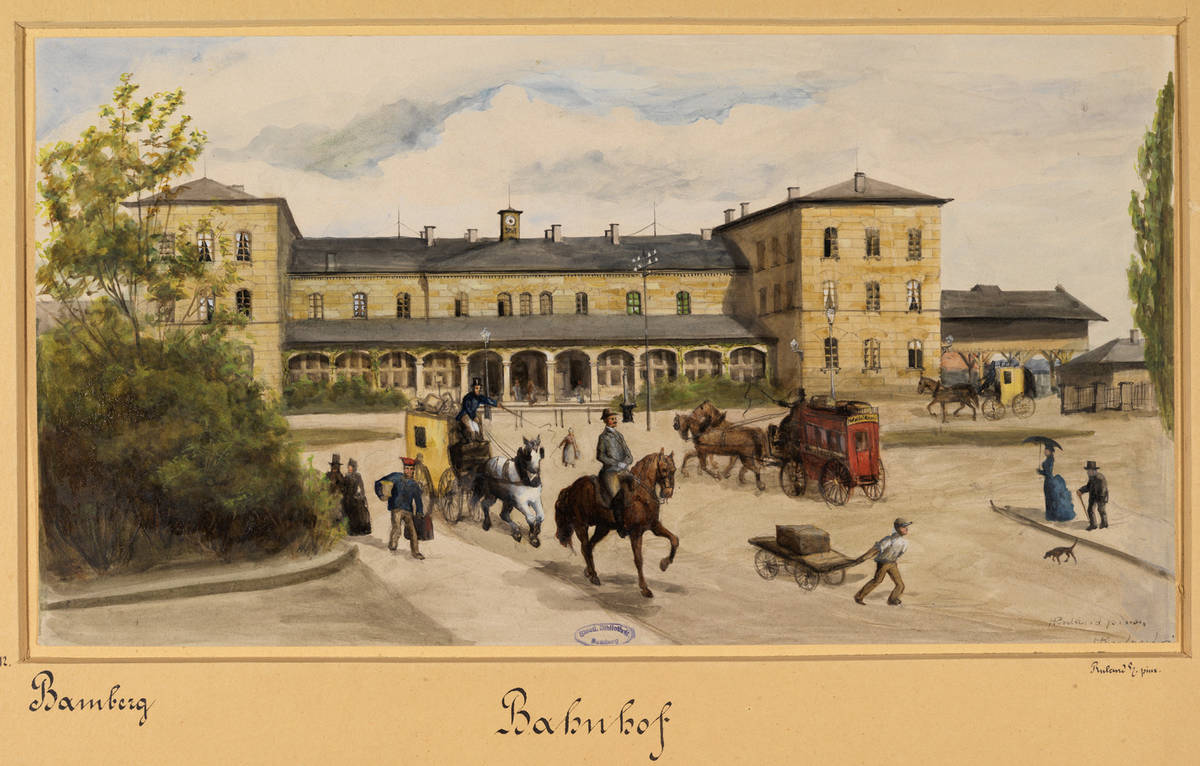
19世纪的班贝格车站

班贝格车站是在1844年作为纽伦堡－班贝格铁路的终点站，而交由皇家巴伐利亚国家铁路使用。在1844年8月25日便有首班列车驶入车站，但正式投入运营则是在同年10月。在开业后不久，于1845年4月，车站成为了皇家巴伐利亚国家铁路班贝格管理局（Königlich Bayerischen Bahnamtes Bamberg）的总部。1846年，铁路线向北被延伸至霍夫。而车站大楼在此时期仍然处于在建状态，它直至1846年9月才落成。该大楼是由建筑师格奥尔格·弗里德里希·克里斯蒂安·比尔克莱因所设计，他同时也是巴伐利亚多个车站建筑的设计者。
1852年，随着班贝格－维尔茨堡铁路接入班贝格，车站因而成为了一个铁路枢纽。随后车站大楼进行了扩建并加盖多一层空间。这项改造于1858年完成。1866年，班贝格车站的首个信号所投入运营。
从1897年至1922年，站前广场发展成为班贝格有轨电车的一个重要枢纽。有轨电车网络中的4条线路有3条都会在此停靠。而在有轨电车结束运营后，这里直至1924年才开始转变为提供公共汽车服务。
车站在1908年与通往舍斯利茨的铁路相连，并设立了班贝格车辆段。随着运营地位的不断提高，车站大楼于1900年至1908年间被再次扩建，并获得了一个前凸式的入口大厅。
1939年，德意志国铁路将车站连同通往霍夫及纽伦堡的铁路线进行了电气化铺设，因为它是柏林－慕尼黑铁路长途通道上的重要站点。但由于在第二次世界大战期间遭受了的严重的破坏，车站在战后初期的长途运输重要性被降低。尽管车站很快进行了重建，并再度开办长途运输服务，但位于苏联占领区境内的电气化接触网还是遭到了拆除。
1948年，车站原有的机械信号所被替换为一个新的机电信号所。

## 基础设施

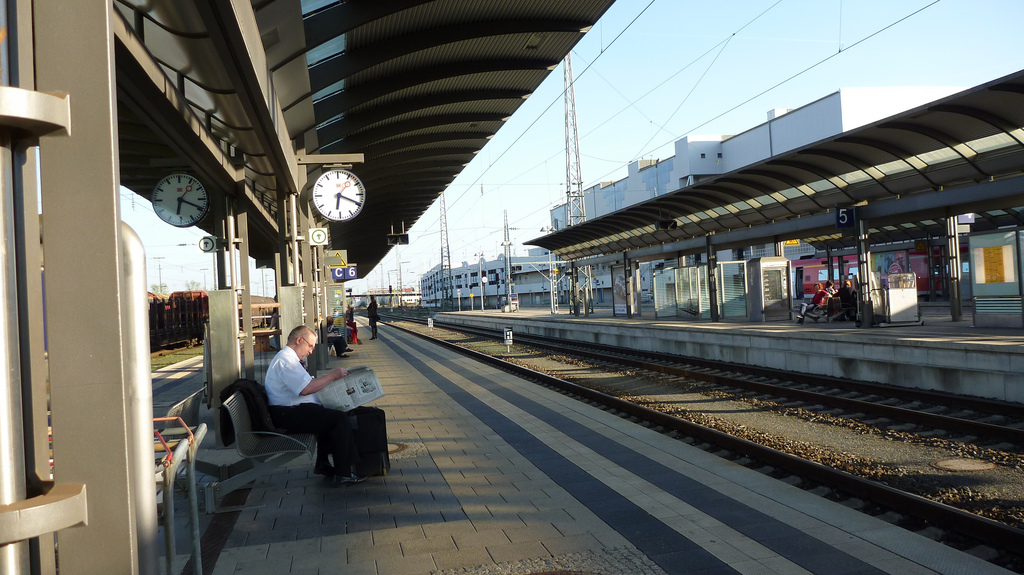
站台的东南向视角

班贝格车站共设有7条到发线及4座站台，其中1道位于紧靠车站大楼背部的主站台边上。第7条到发线则被命名为8道。每座站台均有顶棚覆盖，并提供数码化的列车目的地显示屏。所有站台都通过一条行人隧道与车站大楼相连。此外，车站还设有供残疾人使用的升降机。

### 车站大楼

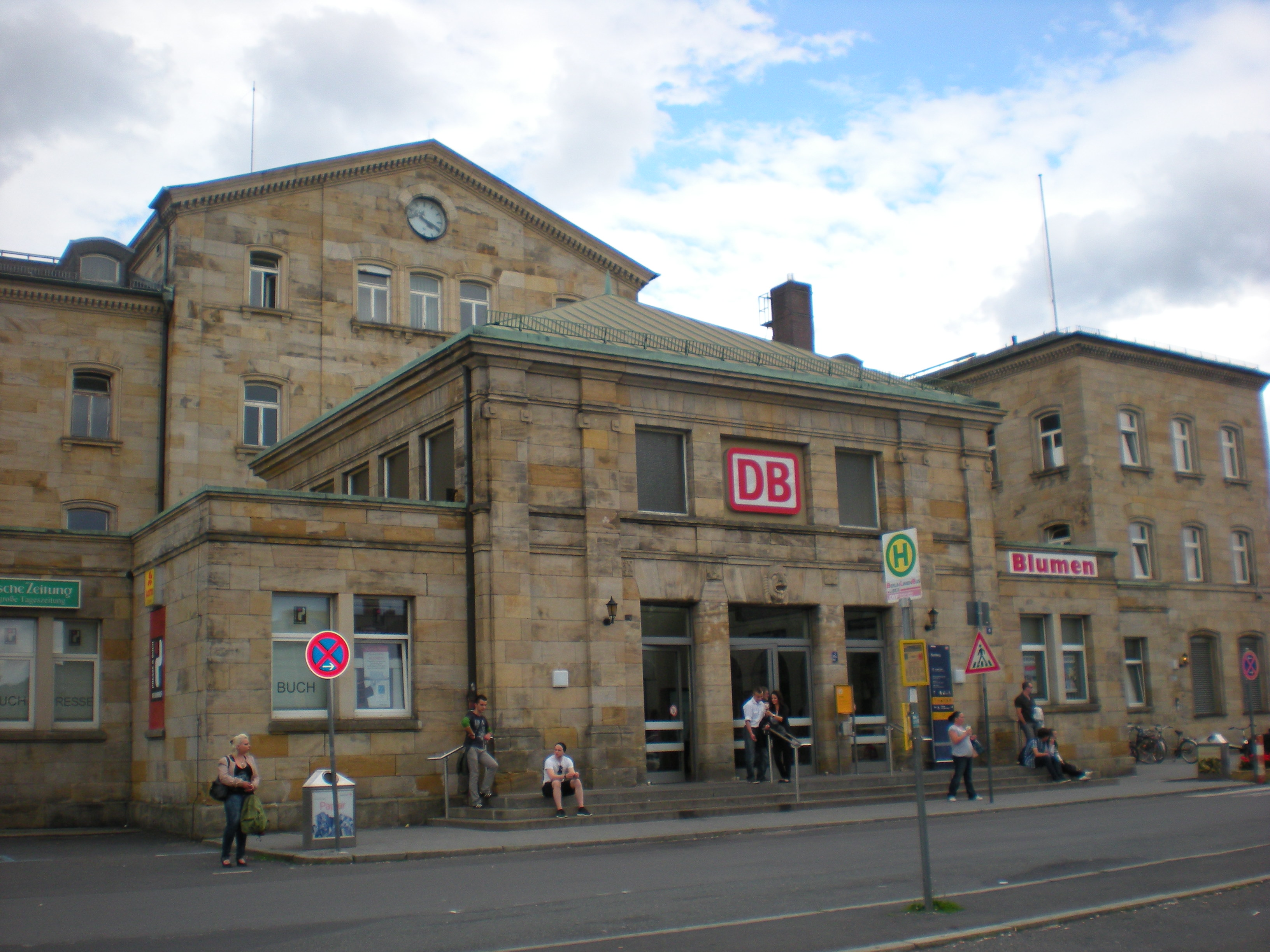
车站大楼

历史悠久的车站大楼是采用砂岩建造，它共分为3个翼部。中央部分略微向上凸起，之后是一个两层楼高的入口大厅以及由平坦的瓦块组成的四坡屋顶。入口大厅的顶部由金属制成。车站在最初配备有一个“王侯候车室”（Fürstenzimmer），但它最终没有获得保留。除了车站大楼外，在车站北部的另外3座附属建筑均被列为了文物保护单位。
车站大楼内设有一个德国铁路的旅游中心及购物空间。

### 站台参数
- 1道：长298米，高55米
- 2道：长370米，高76米
- 3道：长370米，高76米
- 4道：长197米，高76米
- 5道：长197米，高76米
- 6道：长378米，高76米
- 8道：长378米，高76米[7]

## 列车服务

### 长途列车
班贝格车站是每两小时1班从汉堡或柏林往返于慕尼黑的城际快车（ICE）28号线的经停点，这条线路主要使用ICE-T列车担当。此外，从瓦尔讷明德或柏林往返于慕尼黑的城际列车（IC）28号线中，也有部分班次会停靠于班贝格。
在2013年12月15日起生效的运行图调整中，班贝格车站的城际快车停靠次数由每日18班提高为每日25班。
| 线路   | 经由                                                                   | 经由                                                                   | 经由                                                                   | 经由                                                                   | 经由                                                                   | 发车频率                    |
| ------ | ---------------------------------------------------------------------- | ---------------------------------------------------------------------- | ---------------------------------------------------------------------- | ---------------------------------------------------------------------- | ---------------------------------------------------------------------- | --------------------------- |
| ICE 28 | （基尔 －） 汉堡 －                                                    | 柏林 －                                                                | 莱比锡 －                                                              | 耶拿 － 班贝格 － 纽伦堡 － 奥格斯堡 － 慕尼黑                         | （－ 因斯布鲁克）                                                      | 两小时1班 （部分每小时1班） |
| ICE 28 | （瓦尔讷明德 － 罗斯托克 －） 柏林健康泉 －                            | 柏林 －                                                                | （哈勒 － 瑙姆堡 －）                                                  | 耶拿 － 班贝格 － 纽伦堡 － 奥格斯堡 － 慕尼黑                         | （－ 加尔米施-帕滕基兴）                                               | 两小时1班 （部分每小时1班） |
| IC 28  | 瓦尔讷明德 － 柏林 － 莱比锡 － 班贝格 － 纽伦堡 － 奥格斯堡 － 慕尼黑 | 瓦尔讷明德 － 柏林 － 莱比锡 － 班贝格 － 纽伦堡 － 奥格斯堡 － 慕尼黑 | 瓦尔讷明德 － 柏林 － 莱比锡 － 班贝格 － 纽伦堡 － 奥格斯堡 － 慕尼黑 | 瓦尔讷明德 － 柏林 － 莱比锡 － 班贝格 － 纽伦堡 － 奥格斯堡 － 慕尼黑 | 瓦尔讷明德 － 柏林 － 莱比锡 － 班贝格 － 纽伦堡 － 奥格斯堡 － 慕尼黑 | 每日1班                     |

### 短途列车
在区域运输中，班贝格车站设有德国铁路开办的3条区域快车（RE）线路及2条区域列车（RB）线路，以及由阿吉里斯开办的1条短途线路（AG）。此外，每小时1班的纽伦堡快铁S1线也此始发及终到。
| 类别 | 走向                                                                                       | 走向                                                                                       | 发车频率  | 使用车辆                                 |
| ---- | ------------------------------------------------------------------------------------------ | ------------------------------------------------------------------------------------------ | --------- | ---------------------------------------- |
| RE   | 弗兰肯-图林根快车： 纽伦堡 － 菲尔特 － 埃尔兰根 － 班贝格                                 | － 施韦因富特 － 维尔茨堡                                                                  | 两小时1班 | 442型电力动车组 （个别班次使用双层车厢） |
| RE   | 弗兰肯-图林根快车： 纽伦堡 － 菲尔特 － 埃尔兰根 － 班贝格                                 | － 利希滕费尔斯 － 科堡 － 索内贝格                                                        | 每小时1班 | 442型电力动车组 （个别班次使用双层车厢） |
| RE   | 弗兰肯-图林根快车： 纽伦堡 － 菲尔特 － 埃尔兰根 － 班贝格                                 | － 利希滕费尔斯 － 萨尔费尔德 － 耶拿                                                      | 两小时1班 | 442型电力动车组 （个别班次使用双层车厢） |
| RE   | 美因-萨勒快车： 班贝格 － 利希滕费尔斯 － 诺恩马克特-维尔斯贝格 － 拜罗伊特 / 霍夫         | 美因-萨勒快车： 班贝格 － 利希滕费尔斯 － 诺恩马克特-维尔斯贝格 － 拜罗伊特 / 霍夫         | 两小时1班 | 641型柴油动车组 （部分使用612型）        |
| RE   | 美因-施佩萨尔特快车： 班贝格 － 施韦因富特 － 维尔茨堡                                     | 美因-施佩萨尔特快车： 班贝格 － 施韦因富特 － 维尔茨堡                                     | 两小时1班 | 425/426型电力动车组                      |
| RB   | 美因弗兰肯列车： （施吕希滕 － 约萨 － 格明登 －） 维尔茨堡 － 施韦因富特 － 班贝格        | 美因弗兰肯列车： （施吕希滕 － 约萨 － 格明登 －） 维尔茨堡 － 施韦因富特 － 班贝格        | 两小时1班 | 440型电力动车组                          |
| RB   | 美因弗兰肯列车： （约萨 － 格明登 － 维尔茨堡 － 施韦因富特 －） 哈斯富尔特 － 班贝格      | 美因弗兰肯列车： （约萨 － 格明登 － 维尔茨堡 － 施韦因富特 －） 哈斯富尔特 － 班贝格      | 两小时1班 | 440型电力动车组 （部分使用n-型车厢）     |
| RB   | （萨尔费尔德 －） 克罗纳赫 － 利希滕费尔斯 － 班贝格                                       | （萨尔费尔德 －） 克罗纳赫 － 利希滕费尔斯 － 班贝格                                       | 每小时1班 | 442型电力动车组 （部分使用n-型车厢）     |
| AG   | （福希海姆 －） 班贝格 － 布赖滕居斯巴赫 － 埃伯恩                                         | （福希海姆 －） 班贝格 － 布赖滕居斯巴赫 － 埃伯恩                                         | 每小时1班 | 650型柴油动车组                          |
| S    | 班贝格 － 福希海姆 － 埃尔兰根 － 菲尔特 － 纽伦堡 － 劳夫 － 黑尔斯布鲁克 － 哈特曼斯霍夫 | 班贝格 － 福希海姆 － 埃尔兰根 － 菲尔特 － 纽伦堡 － 劳夫 － 黑尔斯布鲁克 － 哈特曼斯霍夫 | 每小时1班 | 442型电力动车组                          |

自2013年12月起，由维尔茨堡－班贝格－利希滕费尔斯－拜罗伊特/霍夫的区域快车被拆分为两条线路。其中德铁区域弗兰肯获得了美因河－施佩萨尔特地区的经营权，负责经营从维尔茨堡至班贝格的线路，部分还将在2015年延长至法兰克福。而班贝格－利希滕费尔斯－拜罗伊特/霍夫的线路则仍然由德铁区域东北巴伐利亚负责。